# آدم باريت (لاعب كرة قدم)
آدم باريت (بالإنجليزية: Adam Barrett)‏ (29 نوفمبر 1979 في المملكة المتحدة - ) هو لاعب كرة قدم بريطاني في مركز الدفاع. لعب مع كريستال بالاس ونادي بورنموث ونادي غيلينغهام ونادي مانسفيلد تاون ونادي ليتون أورينت وإيه أف سي ويمبلدون ونادي بريستول روفيرز ونادي بليموث أرجايل ونادي ساوثيند يونايتد.

## وصلات خارجية
- ادم باريت على موقع قاعدة بيانات كرة القدم.إي يو (الإنجليزية)
- ادم باريت على موقع Soccerbase.com (لاعب) (الإنجليزية)
- ادم باريت على موقع Soccerway.com (الإنجليزية)